# Eastern State Penitentiary

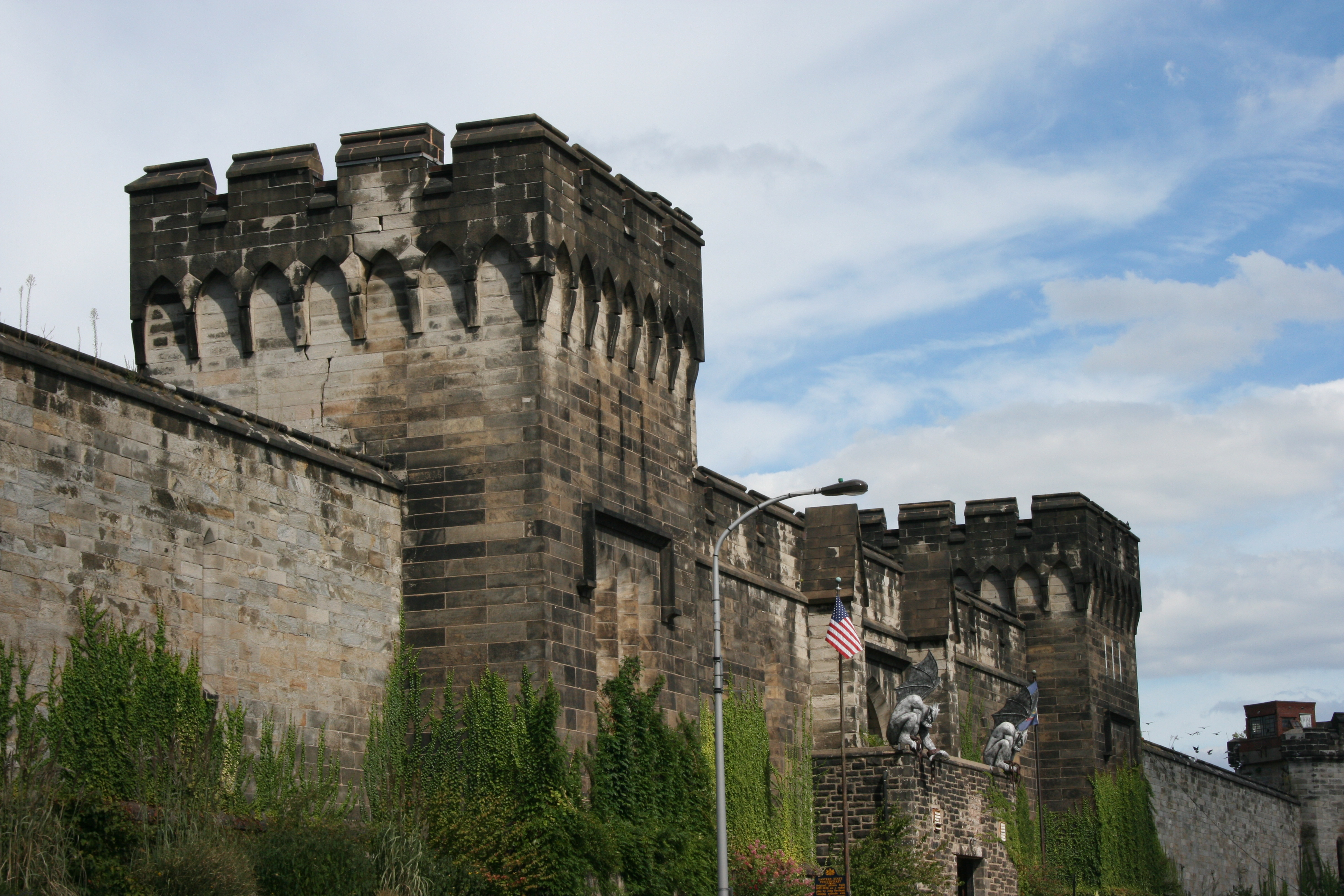
Huvudingången i september 2012.

Eastern State Penitentiary är ett tidigare fängelse i Philadelphia. Det var i drift åren 1829-1971, och de första åren var systemet revolutionerande för sin tid. Cellstraffet ansågs då handla alltmer om vård än straff.

### Fotnoter
1. ↑  Paul Kahan, Eastern State Penitentiary: A History (Charleston, SC: The History Press, 2008)